# 前苇塘站
前苇塘站是一个京承线上的铁路车站，位于中华人民共和国河北省承德市兴隆县前苇塘乡，建于1959年，目前为四等站，目前客运：办理旅客乘降；不办理行李、包裹托运；不办理货运营业。